# St. Peter und Paul (Sarnen)

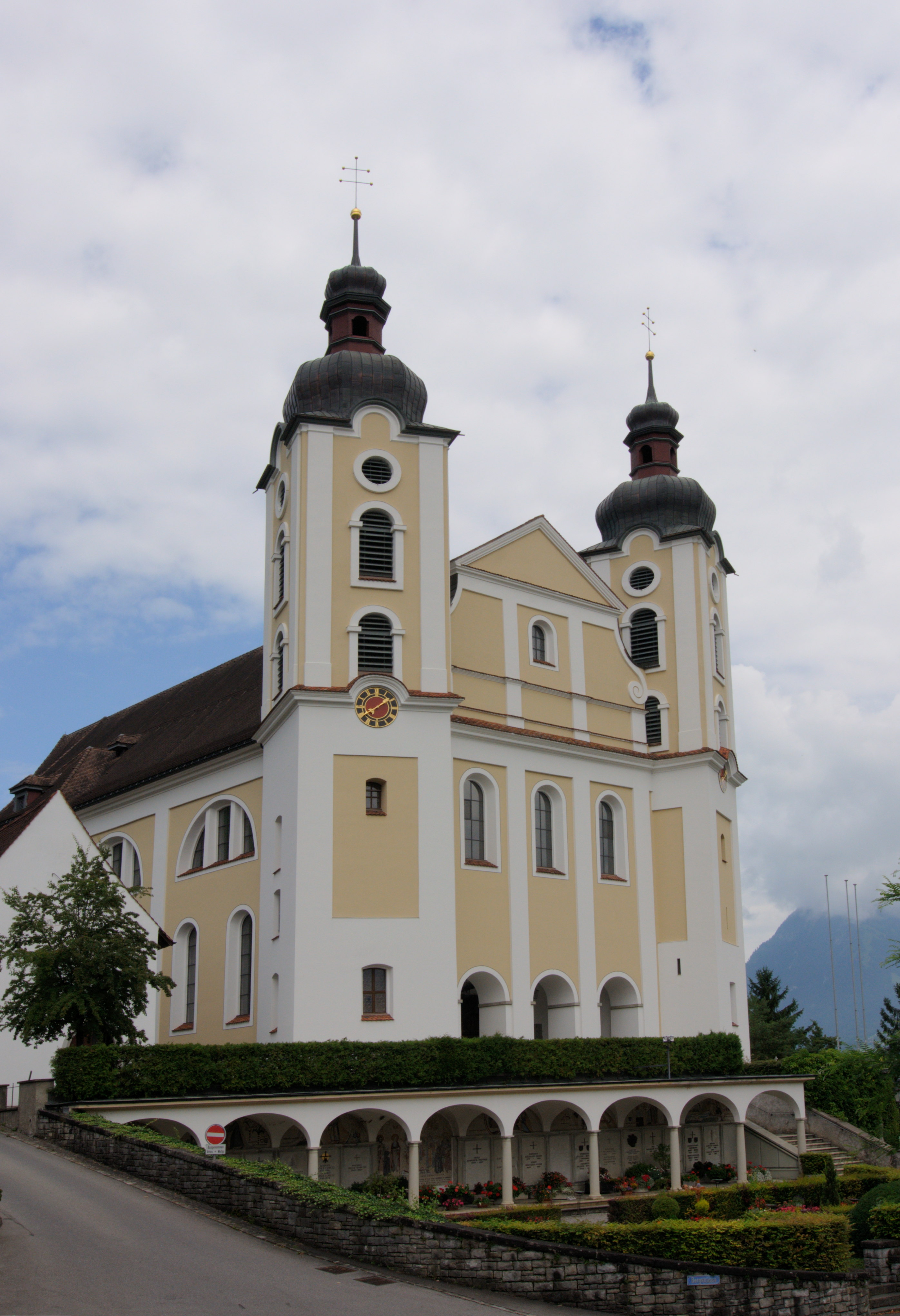
Pfarrkirche St. Peter und Paul, Ansicht von Südwesten

Die Pfarrkirche St. Peter und Paul ist ein barockes römisch-katholisches Kirchengebäude im ältesten, südwestlichen Dorfteil von Sarnen in der Schweiz. Die Hallenkirche wurde in den Jahren 1739 bis 1742 erbaut und steht als Kulturgut von nationaler Bedeutung unter Denkmalschutz.

## Baugeschichte

### Die Vorgängerkirchen
Ausgrabungen im Jahre 1980 sowie ein im östlichen Turm erhaltenes karolingisches Werkstück deuten darauf hin, dass bereits vor dem Jahr 1000 eine Kirche oder Kapelle stand. Mitte des 12. Jahrhunderts wurde dieser Bau durch einen Neubau ersetzt. In den unteren fünf Stockwerken des östlichen Turms ist das Mauerwerk dieser romanischen Kirche erhalten.
Mitte des 15. Jahrhunderts wurde diese Kirche zu einer gotischen Kirche umgestaltet und 1459 zu Ehren der Apostel Petrus, Paulus und Jakobus neu geweiht. 1554 wurden Glockenstuhl und Dachkonstruktion des Turmes erneuert. 1605 erhielt die Kirche eine erste Orgel und im weiteren Verlauf des 17. Jahrhunderts einige barocke Erweiterungen: 1614 wurde ein frühbarocker Hochaltar errichtet, 1621 der Chor erweitert, 1636 ein Sebastiansaltar und eine erste Turmuhr eingebaut. Das Bruderklausenbild des Krienser Malers Josef Remigi Budmiger von 1737 zeigt detailgetreu die damalige gotische Kirche mit spitzem Satteldach auf dem Hauptschiff, der Chorerweiterung von 1621 an der Nordseite, und beigestelltem romanischem Turm an der südlichen Chorseite.

### Der barocke Bau
1723 beschloss die Kirchengemeinde den Neubau der baufälligen Kirche. Als Bauherr stand dem Projekt der Landeshauptmann Just Ignaz Imfeld vor. Mit der Bauplanung beauftragte er den Baumeister Joseph von Brüel aus Bregenz, der bereits die Pfarrkirchen in Küssnacht und Schattdorf errichtet hatte. 1738 verstarb von Brüel jedoch. Als neuer Baumeister wurde der aus dem Lechtal stammende Franz Singer (1701–1757) engagiert. Am 7. April 1739 begann man mit dem Abriss der alten Kirche. Als die Fundamente freilagen, erklärte Baumeister Singer, dass sie zu schwach seien, um den geplanten Neubau zu tragen. So fasste die Kirchengemeinde am 1. Mai 1739 den Entschluss, das Vorhaben zu erweitern. Man beschloss, die Kirche mit einer Doppelturm-Portalfassade im Süden und dem Chor im Norden zu bauen, quer zur ursprünglichen, dem Üblichen entsprechenden Ausrichtung.
Bereits im September 1740 war der Dachstuhl der Kirche errichtet. Am 4. und 5. August 1742 weihte der Konstanzer Weihbischof Franz Karl Fugger die Kirche auf die drei Titelheiligen Petrus, Paulus und Jakobus. Der Turm der alten Kirche war nun als Ostturm in die Portalfassade einbezogen und hatte eine barocke Zwiebelhaube erhalten. Der Westturm war aus Geldmangel nur bis zur Höhe des Kirchenschiffs fertiggestellt und diente als Aufgang zur Empore. Bis 1743 wurden die Seitenaltäre errichtet, bis 1753 die Kredenzaltäre im Chor, und 1761 waren die Wandtäfelungen im Schiff vollendet. Stifterwappen an den Seitenaltären zeugen von finanziellen Zuwendungen, für die Just Ignaz Imfeld 1742 eine Bettelreise unternommen hatte.
1784 wurde der Ostturm nach der Ursprungsidee vollendet.

### Spätere Veränderungen
Erst 1881, vermutlich auch als politisches Signal im Schweizer Kulturkampf, vollendete man den Westturm. Die Kirchenfassade erhielt eine andere Farbe. Auf dem Frontgiebel wurde eine Petrus-Statue des Sarner Bildhauers Wilhelm Gut errichtet.
1883 erfolgte eine umfassende Renovation des Innenraums. Die Stuckaturen wurden nüchterner, in Weiss und Grau mit Goldauflagen, gefasst. Der Kernser Kunstmaler Louis Niederberger bemalte die Lünetten über den Seitenaltären und übermalte auch einige der barocken Deckenbilder.
1905 erhielt die Kirche elektrisches Licht, 1934 eine Heizung, und 1942 wurde die Sakristei an der Ostseite erweitert.
Im Frühling 1964 wurde der Kanton Obwalden von einem Erdbeben erschüttert, das die Kirche und vor allem ihr Gewölbe schwer beschädigte. Mit der Sanierung der Schäden wurde die Kirche 1966–1970 auch insgesamt restauriert. Die Restauratoren versetzten die Kirche weitgehend in den barocken Zustand zurück und drängten die klassizistischen und historistischen Einflüsse zurück. Sie stellten die Vielfarbigkeit der Stuckaturen wieder her, entfernten die Malereien des 19. Jahrhunderts, setzten andere Verglasungen ein und deckten den Boden mit Sandsteinplatten. Die Zwiebeltürme bekamen eine andere Form. Drei Fensteröffnungen im Mezzanin der Portalfassade wurden geschlossen. Auch die Farben der Aussenfassade brachte man wieder in die barocke Fassung.

## Gebäude
In beherrschender Lage am Hang, mit der Schaufassade zum Sarnersee hin ausgerichtet, wirkt die Kirche in die Ferne. Eine Freitreppe empfängt den Besucher. Die schräg stehenden Doppeltürme fassen die Portalseite ein. Ein markantes umlaufendes Gesims in Höhe der Turmuhren setzt sich am Hauptgebäude als Dachtraufe fort und verbindet das Portalwerk optisch mit dem Hauptbau.

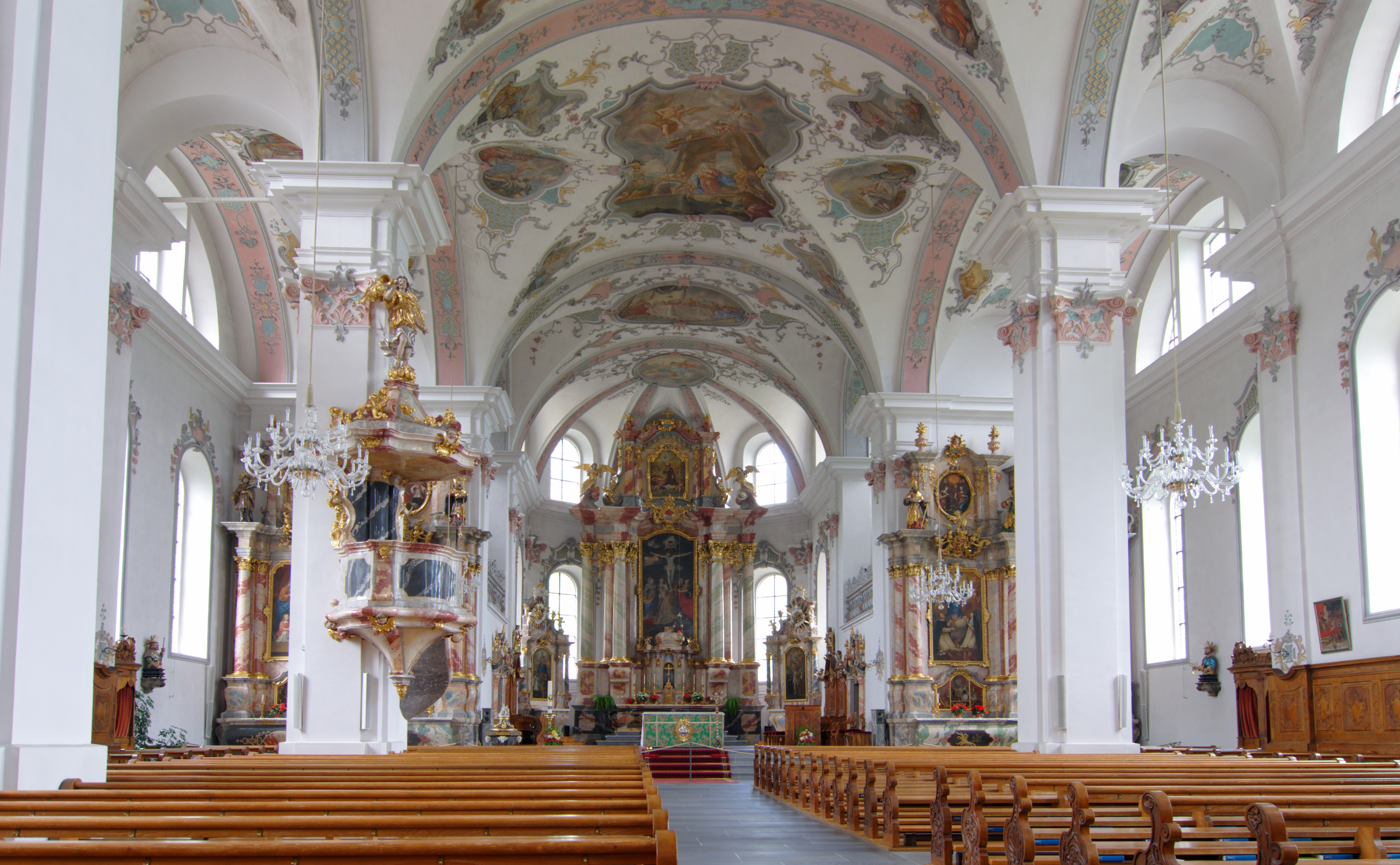
Innenraum der Kirche

Durch eine Portalvorhalle führt der Zugang zum Innenraum. Die helle Hallenkirche ist in drei Schiffe und drei Joche gegliedert. Das letzte dieser Joche springt an den Seiten etwas vor, sodass ein kreuzförmiger Grundriss angedeutet wird. Die grossflächigen Seitenwände des Langhauses sind durch Lisenen gegliedert, die die Vertikale betonen. Das Mittelschiff setzt sich im langgezogenen Chor fort, der in einer Apsis endet. Die beiden Seitenschiffe finden ihre Fortsetzung in zwei Sakristeien beidseits des Chors.
Das Mittelschiff und der Chor sind von einem durchgehenden Tonnengewölbe überzogen. Die Seitenschiffe hingegen sind von Quertonnen überwölbt.

## Ausstattung

### Kirchenraum

#### Stuckaturen
Die Stuckarbeiten wurden ab 1740 gleichzeitig mit den Deckengemälden geschaffen und gehören zu den besten der Innerschweiz. Man vermutet, dass sie vom Wessobrunner Kunsthandwerker Joseph Rauch angefertigt wurden. Als lockeres Netzwerk, das sich um die gemalten Bilder verdichtet und die Gurtbogen betont, überziehen die Régence-Ornamente des Stucks das Gewölbe. Als Verzierungselemente dienen Stab- und Schneckenmotive, Lambrequin- und Palmetten-Formen, florale Motive, Blätter, Zweige und Knospen. Einzelne Maskarons finden sich bei den Hauptspiegeln. Auch einzelne Elemente des aufkommenden Rokoko wie Muscheln und Rocaillen finden sich bereits. Die Anordnung der Ornamente wiederholt sich streng symmetrisch um die Hauptfelder und von Joch zu Joch.
Mit ihrem polychromen Farbklang aus grauen, grünen, rosa und ockerfarbenen Pastelltönen unterstützen die Stuckverzierungen die Raumwirkung, ohne dass sie sich selbst zu sehr in den Vordergrund drängen, und setzen den Gemälden einen anmutigen Rahmen, der ihre Wirkung unterstützt.

#### Deckengemälde

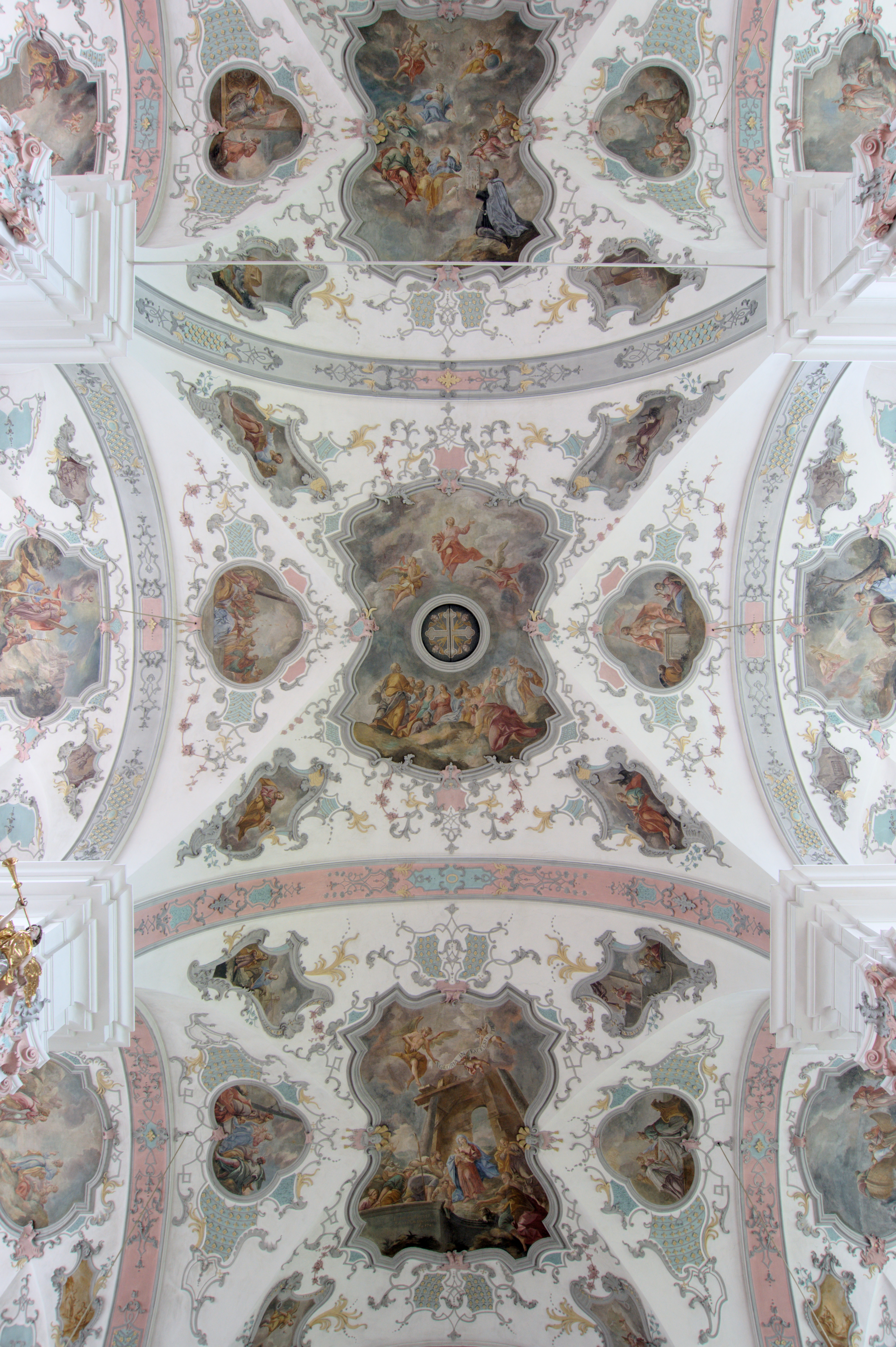
Grosse Deckengemälde im Hauptschiff: Kirchweihe, Christi Himmelfahrt, Weihnachtsszene

Die Deckengemälde des Gewölbes schuf Josef Anton Hafner, der aus Türkheim stammte. Das Ensemble der Bilder besteht aus drei grossen und 19 mittleren und kleineren Gemälden sowie 36 Darstellungen in Kartuschen. In den vier Ecken sind die Kirchenväter Hieronymus, Augustinus, Ambrosius und Gregor der Grosse dargestellt. Die drei grossen Deckenspiegel im Hauptschiff zeigen – in der Reihenfolge vom Chor zur Orgelempore – die Weihnachtsszene, Christi Himmelfahrt und die Kirchweihe. Auf der Darstellung der Kirchweihe ist rechts unten der Bauherr Just Ignaz Imfeld abgebildet, der den über ihm sitzenden Johannes dem Täufer und Nikolaus von Myra die Kirche zur Weihe entgegenhält. In den Gewölben der Seitenschiffe sind die Apostel Petrus, Paulus und Jakobus abgebildet.

#### Altäre
Der Hochaltar ist ein Werk der beiden Vorarlberger Hans Georg Ludwig und Matthias Willenrath. Mächtige Säulenpaare aus Stuckmarmor umfassen das Altarblatt eines lombardischen Malers, das 1975 hinzugekauft wurde. Es zeigt eine Kreuzigungsszene mit Maria und Johannes, der Heiligen Agatha und Petrus. Davor kniet Karl Borromäus, der als Beschützer der Schweiz angesehen wird. Über dem Altarbild ist das alte, bis Mitte des 18. Jahrhunderts verwendete Schweizer Landeswappen angebracht. Der Altarschmuck stammt von Franz Ignaz Schmid aus Weissenburg; das Bild oberhalb des Landeswappens, das Niklaus von Flüe zeigt, von Karl Anton Schmid.
Die beiden Kredenzaltäre beidseitig des Hochaltars stammen ebenfalls von Karl Anton Schmid. Sie zeigen die Formen des frühen Rokoko. Die Altarbilder zeigen links Maria am Berge Carmel mit den Heiligen Aloisius und Stanislaus und rechts die Heiligen Sebastian, Philipp Neri und Felix von Cantalice. Beide Bilder werden an Feiertagen geöffnet. Dahinter befinden sich Retabeln: Die linke enthält eine kostbare Madonnenfigur, die rechte, folgt man der Ansicht der Gläubigen, die Gebeine des Katakombenheiligen Julian. Diese Reliquien wurden im März 1746 feierlich aus Rom in die Sarner Pfarrkirche überführt – ein Beispiel für den Reliquienkult, der in der Barockzeit einen Höhepunkt hatte.
Die vier Seitenaltäre, prächtig mit Stuckmarmor und vergoldeten Verzierungen gestaltet, stammen von dem bereits erwähnten Hans Georg Ludwig und dem Vorarlberger Franz Moosbrugger. Jeweils zwei dieser Altäre sind paarweise zu einem Doppelaltar zusammengefasst. Die Altäre sind den Heiligen Anna, Josef, Maria und Jakobus gewidmet. Der Annaaltar zeigt das Stifterwappen von Fürstabt Gerold Haimb, der Josefsaltar das von Fürstabt Coelestin Gugger und der Marienaltar das von Nikolaus Imfeld II., dem Bruder des Bauherren. In den Predellennischen der Altäre befinden sich Reliquien von Katakombenheiligen. Oben auf den Gebälkstücken der Altäre stehen farbig gefasste Heiligenstatuen von Nikolaus Rösch.

#### Kanzel

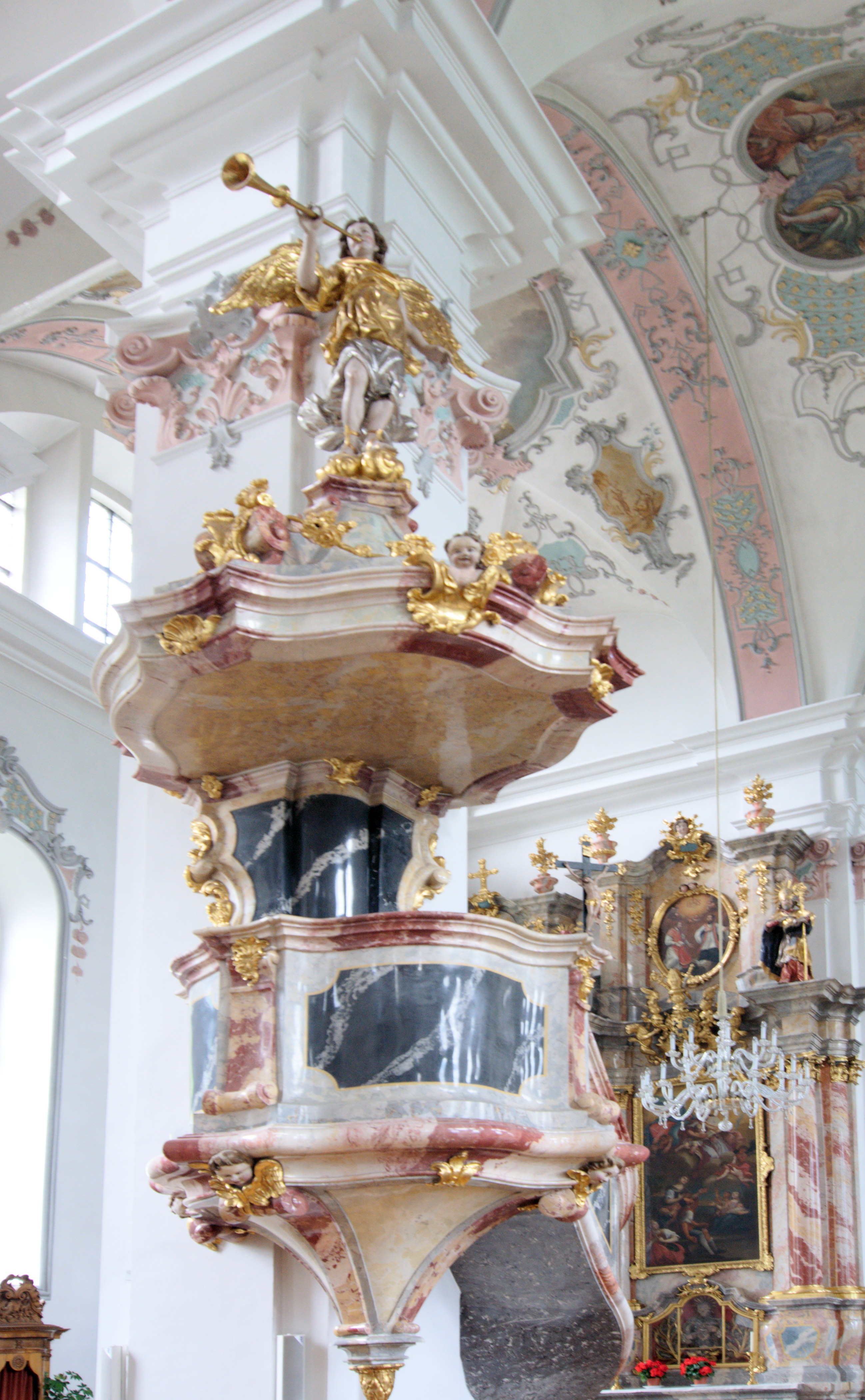
Predigtkanzel

Die Kanzel aus Stuckmarmor stammt von Hans Georg Ludwig und Mathias Willenrath. Der ausladende Kanzelkorb wird von einem reich gegliederten Schalldeckel überdacht, den ein Posaunenengel krönt.

#### Taufstein
Der achteckige Taufstein aus der alten Kirche erhielt 1685 einen massiven Unterbau durch Heinrich Spichtig. Am Rand des Beckens sind Adams und Evas Vertreibung aus dem Paradies sowie die vier Evangelisten als Relief dargestellt. Der hölzerne Oberbau stammt aus dem 19. Jahrhundert; die Täuferfigur darauf ist neuzeitlichen Datums.

#### Orgeln
Die 1747 von Christoph Joseph Pallez aus der Auvergne erbaute Barockorgel blieb nicht erhalten. 1846 erstellten die Brüder Franz Anton und Johann Nepomuk Kiene eine neue Orgel in neobarockem Stil. 1910–1912 wurde sie durch Friedrich Goll zu einem romantischen Instrument umdisponiert. Mit grundtöniger Intonation, pneumatischer Traktur, Taschenladen und Hochdruck-Pfeifen entsprach sie dem damaligen Zeitgeschmack. Die Gebrüder Späth aus Rapperswil restaurierten die Orgel 1971–1972 erneut und führten sie in den ursprünglichen Zustand zurück. Das Schleifladen-Instrument verfügt über 34 Register mit 2376 Pfeifen. Die Traktur ist mechanisch, die Registratur elektrisch.
| I Hauptwerk C–g3 |       |
| Gedacktpommer    | 16′   |
| Prinzipal        | 8′    |
| Rohrgedackt      | 8′    |
| Oktave           | 4′    |
| Hohlflöte        | 4′    |
| Sesquialter II   | 2 ⁄3′ |
| Schwiegel        | 2′    |
| Mixtur           | 1 ⁄3′ |
| Trompete         | 8′    |

| II Oberwerk C–g3 |       |
| Suavial          | 8′    |
| Gedackt          | 8′    |
| Unda maris       | 8′    |
| Praestant        | 4′    |
| Spitzflöte       | 4′    |
| Nasat            | 2 ⁄3′ |
| Nachthorn        | 2′    |
| Oktävlein        | 1′    |
| Scharff          | 1′    |
| Dulcian          | 16′   |

| III Schwell-Unterwerk C–g3 |       |
| Holzgedackt                | 8′    |
| Salicet                    | 8′    |
| Rohrflöte                  | 4′    |
| Prinzipal                  | 2′    |
| Quinte                     | 1 ⁄3′ |
| Cymbel                     | 1⁄2′  |
| Vox humana                 | 8′    |
| Tremulant                  |       |

| Pedalwerk C–f1 |        |
| Prinzipalbass  | 16′    |
| Subbass        | 16′    |
| Oktave         | 8′     |
| Rohrpommer     | 8′     |
| Mixtur         | 5 1⁄3′ |
| Oktave         | 4′     |
| Bombarde       | 16′    |
| Zinke          | 4′     |

- Koppeln: II/I, III/I, III/II, I/P, II/P, III/P

Auf der linken Chorempore steht eine kleine Renaissance-Orgel. Sie gehört zu den am besten erhaltenen Exemplaren ihrer Art in der Innerschweiz. Das Pfeifenwerk wurde im Lauf der Zeit mehrfach ausgeräumt. Unter Anleitung des Orgelfachmanns Werner Endner führte die Firma Goll aus Luzern die Orgel in eine dem ursprünglichen Zustand entsprechende Form zurück. Die Orgel verfügt über sechs Register und ist mitteltönig gestimmt.

#### Sonstiges
Das geschnitzte Chorgestühl und die Ratsherrengestühle im hinteren Bereich sowie die Bekrönungen der Choremporen und der Türen wurden von Ferdinand Rösch geschaffen. Das Chorgestühl zeigt musizierende Putten, Figuren von David und Cäcilia sowie Darstellungen aus der Kirchenmusik.

### Vorhalle

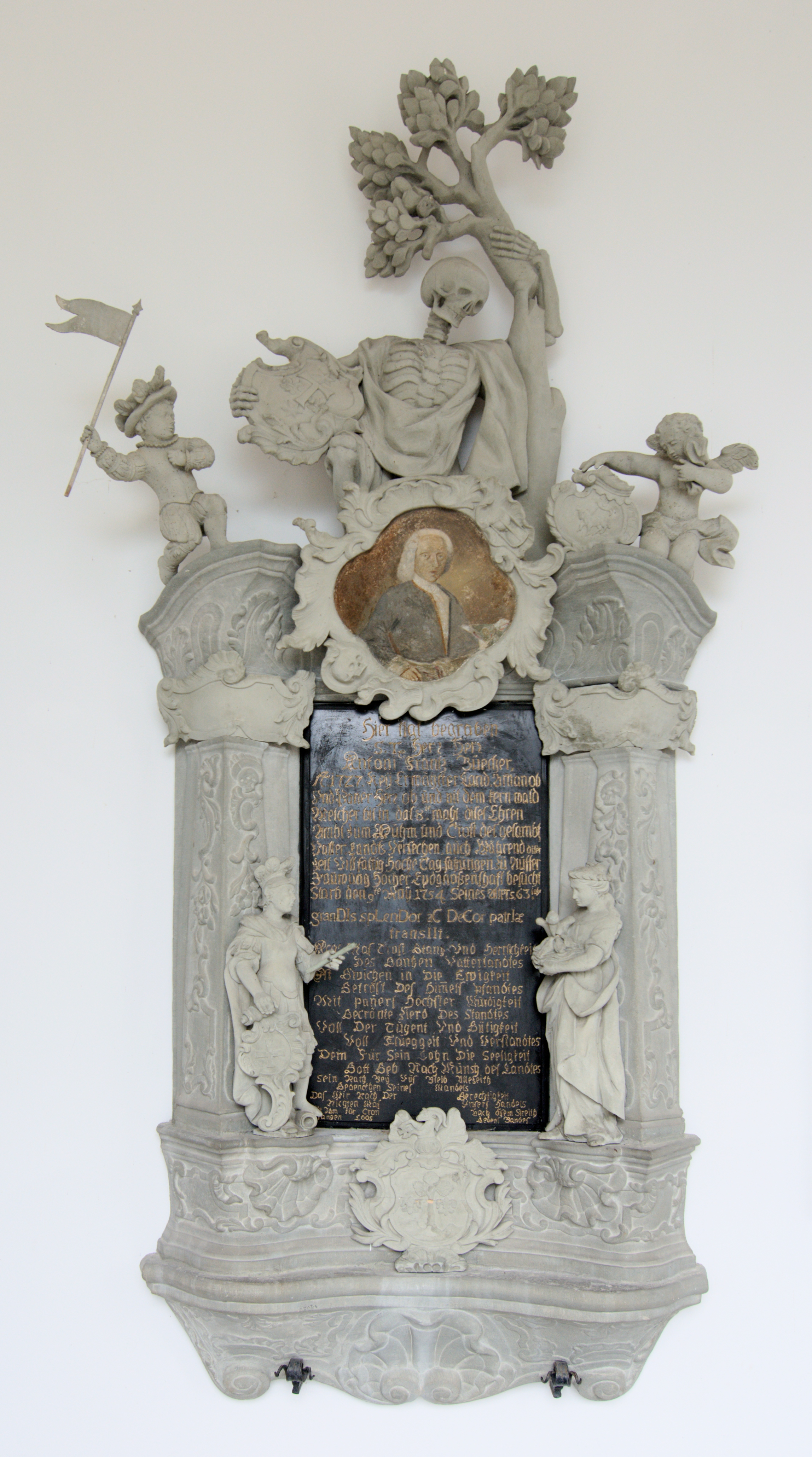
Epitaph von Anton Franz Bucher

Das Kreuzgratgewölbe der Vorhalle ist mit ockerfarbenem Stuck-Bandelwerk geschmückt. Zwei barocke Grabtafeln von Johann Imfeld; † 1649, und Johann Peter Imfeld; † 1678, sind hier angebracht, ferner das üppige Epitaph des Landammanns Anton Franz Bucher von 1754. Die kunstvoll gestaltete Tür zum Kirchenraum ist an der Innenseite mit reichhaltigem Schmiedwerk ausgestattet.

### Turmkapelle
Die kleine Kapelle Maria vom guten Rat im Erdgeschoss des Westturmes wurde 1742 geweiht. Der damalige Pfarrer Niklaus Wirz liess sie 1744 auf eigene Kosten ausstatten. Der kleine ländliche Barockaltar ist mit einem drapierten Baldachin versehen. Er zeigt in der Retabelnische eine spätgotische Pietà, seitlich davon die Nothelfer Blasius und Erasmus. Oben im Altar ist ein von Engeln umgebenes Gemälde Maria zum guten Rat in einen reich verzierten Rahmen eingefasst, das einem berühmten Original, dem Gnadenbild von Genazzano nachempfunden ist. Das Antependium unten am Altar zeigt, in Scagliola-Technik hergestellt, die Übertragung dieses Gnadenbildes aus der von Türken belagerten Stadt Skutari über Rom nach Genazzano.
An der linken Seitenwand sind das Chorbogenkruzifix der alten Kirche und Stationen eines Kreuzwegs von 1744 befestigt. An den Wänden finden sich des Weiteren Votivtafeln aus dem 18. und 19. Jahrhundert.

### Glocken
Die Peter-und-Paul-Kirche verfügt über ein sechsstimmiges Glockengeläut, das sich im östlichen, älteren Turm befindet. Zusätzlich hängt als siebte Glocke dort die Wetterglocke, die aber nur solistisch geläutet wird.
- Maria Königin, H. Rüetschi AG, Aarau 1956, ~ 5'000 kg, Schlagton gis°
- St. Jakob, Mauritius Schwarz, Luzern 1599, ~ 3'800 kg, Schlagton h°

Inschrift (sic): ZV DER ER GOTTES VND MARIA LVTET MAN MICH + ALLE GOTTES HEILIGE ER ICH + ALLE VNGEWITTER VERTRIEB ICH + ALLE TODTEN BEWEIN ICH. Neben der Jahreszahl zeigt sie Darstellungen von Christus am Kreuz und der Apostel.
- St. Peter, Jakob Rüetschi, Aarau 1837, 2'265 kg, Schlagton cis′
- St. Paul, H. Rüetschi AG, Aarau 1970, ~ 1'100 kg, Schlagton e′
- Bruder Klaus, H. Rüetschi AG, Aarau 1956, 850 kg, Schlagton fis′
- St. Katharina, H. Rüetschi AG, Aarau 1956, 620 kg, Schlagton gis′
- Wetterglocke, vermutlich 14. Jahrhundert, ~ 200 kg, Schlagton dis″

Inschrift in lateingotischen Lettern: SVBRIMAS ‣ AERIA ‣ MALA ‣ CVM ‣ SONO ‣ VIRGO ‣ MARIA ‣ AMEN ‣ DAS ‣ VERG ‣ VAR („Unterdrücke die Übel der Luft durch meinen Klang, Jungfrau Maria. Amen.“). VERG ‣ VAR soll für die Fährengesellschaft auf dem Alpnachersee stehen, die vermutlich diese Glocke im 14. Jahrhundert gestiftet hat.

### Kirchenschatz
Der Kirchenschatz enthält eine Sammlung liturgischer Geräte und Gewänder vom 14. Jahrhundert bis in die jüngere Vergangenheit. Dazu gehören:
- Ein silbernes Prozessionskreuz aus der ersten Hälfte des 14. Jahrhunderts, geschmückt mit Bergkristallen und Halbedelsteinen an den Kreuzenden. Im 16. Jahrhundert wurde die Kreuzarme mit getriebene Blatt- und Blütenranken überzogen.
- Eine gotische, silbervergoldete Turmmonstranz aus der Zeit um 1460.
- Ein silbernes Prozessionskreuz aus der zweiten Hälfte des 16. Jahrhunderts, das auf der Vorderseite den vergoldeten Leib Christi und auf der Vierung der Rückseite eine Marienfigur zeigt. Die Kreuzenden schmücken Farbsteine und Kristalle.
- Ein Kelch von 1903 aus 18-karätigem Gold.
- Kelche aus dem 15. bis 19. Jahrhundert.
- Ein Heiligölgefäss aus dem 16. Jahrhundert.
- Ein Trinkbecher vom Anfang des 17. Jahrhunderts.
- Ein Weihrauchschiffchen von 1646.
- Ein Ziborium und eine Reliquienmonstranz vom Ende des 17. Jahrhunderts.
- Ein Achat-Kruzifix von 1781.
- Messgewänder aus dem 18. und 19. Jahrhundert.

## Kapelle St. Michael

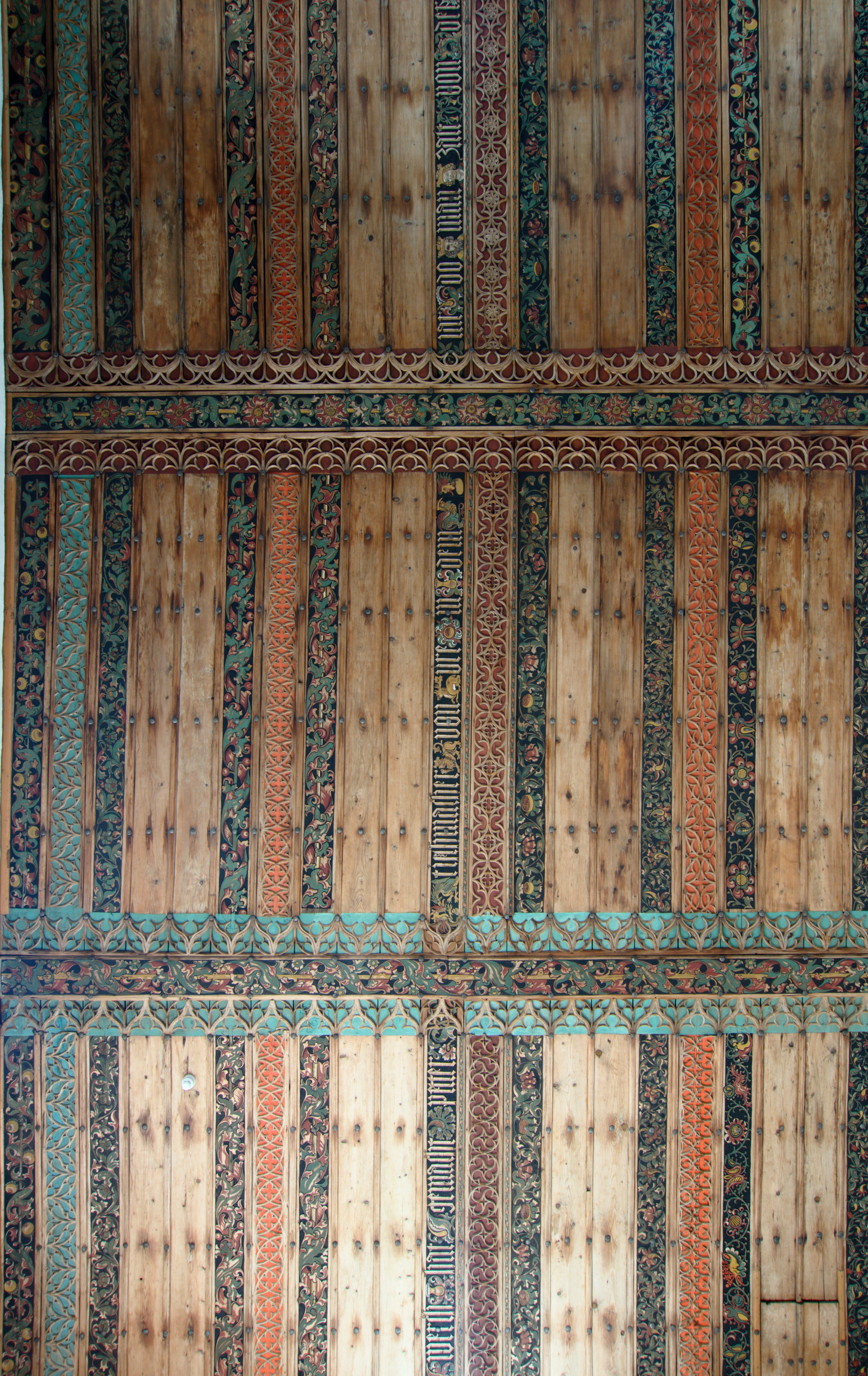
Spätgotische Holzdecke in der Beinhauskapelle

Die äusserlich schlichte Beinhaus-Kapelle St. Michael steht westlich des Kirchenbaus. Sie wurde im November 1501 geweiht. 1763 räumte man die in der Kapelle aufgeschichteten Gebeine aus und erneuerte das Innere. 1886 renovierte der Basler Architekt Eduard Vischer-Sarasin die Kapelle im neugotischen Stil. 1966–1969 wurde die Kapelle restauriert und auf den Zustand vor 1886 zurückgesetzt.
Im Inneren beeindruckt eine reich ornamentierte spätgotische Holzdecke. Sie ist dreifach quer unterteilt. Die längsliegenden Bretter bilden eine regelmässige Struktur aus jeweils zwei nebeneinander liegenden leeren Brettern und drei mit Malerei, flachen Schnitzereien und Masswerkschnitzereien verzierten Brettern. In der Mitte läuft längs ein Schriftzug (sic): disz werch hat gemacht petter tischmacher von ure in dem jar do man zakt von der geburt xpy (Christi) m ccccc und v iar, der auf den Kunsttischler Peter Wisdanner aus Uri und das Jahr 1505 verweist.
An der linken Seitenwand hängt ein auf 1501 datiertes Tafelbild der Maria mit den 14 Nothelfern, das Hans Leu dem Älteren zugeschrieben wird.
Die Kreuzigungsgruppe aus dem 17. Jahrhundert stammt aus der alten Kirche. 1971 wurde statt des neogotischen Altars von 1886 ein spätgotisches Triptychon, vermutlich aus Katalonien stammend, eingestellt. Der Altarblock ist mit einem Sandsteinrelief aus dem 16. Jahrhundert verziert. Es stellt einen Engel mit dem Schweisstuch Christi dar und stammt ebenfalls aus der alten Kirche.
Die Obwaldnerfamilien Stockmann und Wirz haben, spätestens seit Ende des 17. Jahrhunderts, ein Begräbnisrecht im Beinhaus. Das Epitaph von Landammann Wirz von Rudenz, 1605–1680, und 1970 erneuerte Erinnerungstafeln an der Rückwand beziehen sich darauf.